# 유혹 (2017년 영화)
"유혹"은 2017년에 개봉한 대한민국의 영화이다.

## 캐스팅
- 박미희
- 류한홍
- 위지웅
- 차희연
- 안민상
- 이종우 : 민기 역 (우정출연)